# 主鈴
主鈴（しゅれい）は律令制において中務省に属した品官。

## 職掌
主鈴は中務省直属の官で駅鈴や印鑑の出納・給付を行った。少納言の実質的監督下に置かれ、儀式等において大変重要視された。平安時代には外記に職掌を奪われて衰退した。

## 職員
- 大主鈴(正七位下)2名
- 少主鈴(正八位上)2名